# Cheer Up (bài hát)
Cheer Up là một bài hát được thu âm bởi nhóm nhạc nữ Hàn Quốc Twice, ca khúc chủ đề của EP thứ hai của nhóm là Page Two. Bài hát được JYP Entertainment phát hành vào ngày 25 tháng 4 năm 2016 và được phân phối bởi KT Music. Được viết lời và sáng tác bởi Sam Lewis và Black Eyed Pilseung.
Ca khúc là bài hát biểu diễn xuất sắc nhất của năm 2016, xếp thứ nhất trên Gaon Digital Chart. Và giành được nhiều giải thưởng bao gồm Giải "Bài hát của năm" trong hai giải thưởng âm nhạc lớn, Melon Music Awards và Mnet Asian Music Awards.

## Sáng tác
"Cheer Up" được sáng tác bởi Black Eyed Pilseung và được viết lời bởi Sam Lewis, cùng một đội ngũ đã tạo ra hit "Like Ooh-Ahh" của Twice trong EP đầu tay của nhóm. Đây là một bài hát dance-pop kết hợp nhiều thể loại, bao gồm hip hop, tropical house, trống và bass; sự pha trộn này được miêu tả là "color pop". Lời bài hát biểu lộ cảm xúc trêu đùa và nỗi thất vọng của một mối quan tâm về tình yêu.

## Video âm nhạc
MV "Cheer Up" được đạo diễn bởi đội ngũ sản xuất video Naive (Kim Young-jo và Yoo Seung-woo). Video này lan truyền nhanh chóng trên YouTube ngay sau khi nó đã được tải lên vào 25 tháng 4, đạt 400.000 lượt xem chỉ trong ba mươi phút. MV đạt một triệu lượt xem chưa đến một ngày, và vượt qua bảy triệu lượt xem vào 27 tháng 4.
Trong MV, các thành viên khắc họa các nhân vật trong những bộ phim nổi tiếng. Mina là một nhân vật trong Love Letter, Sana là Thủy thủ mặt trăng, Nayeon là Sidney Prescott từ loạt phim Scream, Tzuyu là nàng Holly Golightly (Audrey Hepburn) trong Breakfast at Tiffany's, và Jeongyeon là Vương Phi trong Trùng Khánh Sâm Lâm. Momo là một nữ anh hùng hành động gợi nhớ đến Resident Evil và Tomb Raider, Jihyo là đội tưởng đội cổ vũ trong Bring It On, Chaeyoung là một nữ cao bồi (gợi nhớ đến bộ phim miền tây The Great Train Robbery và Một nắm đô la), và Dahyun là cô kỹ nữ Triều tiên Hwang Jini (trong bộ phim tiểu sử Hwang Jin Yi). Trong phân cảnh nhảy nhóm, các thành viên là những cô gái đội cổ vũ trong sự cổ động hăng hái tại một sân vận động bóng đá và một sân vận động bóng rổ. Trong phân cảnh nhảy khác, họ đang ở phía trước một ngôi nhà và mặc trang phục thông thường.
Một MV đặc biệt có tựa đề "Twice Avengers", được phát hành vào ngày 27 tháng 5 để kỷ niêm MV bản gốc đạt 35 triệu lượt xem trên YouTube. Trong video đặc biệt này, các thành viên nhảy trong trang phục nhân vật phim của họ trên một không gian được làm giống như một hành tinh ngoài trái đất.
Ngày 17 tháng 11, MV đã vượt qua 100 triệu lượt xem. Sau đó, vượt qua 200 triệu lượt xem vào ngày 9 tháng 8 năm 2017, đưa Twice trở thành nhóm nhạc nữ Kpop đầu tiên có hai video âm nhạc đạt được mốc quan trọng này.

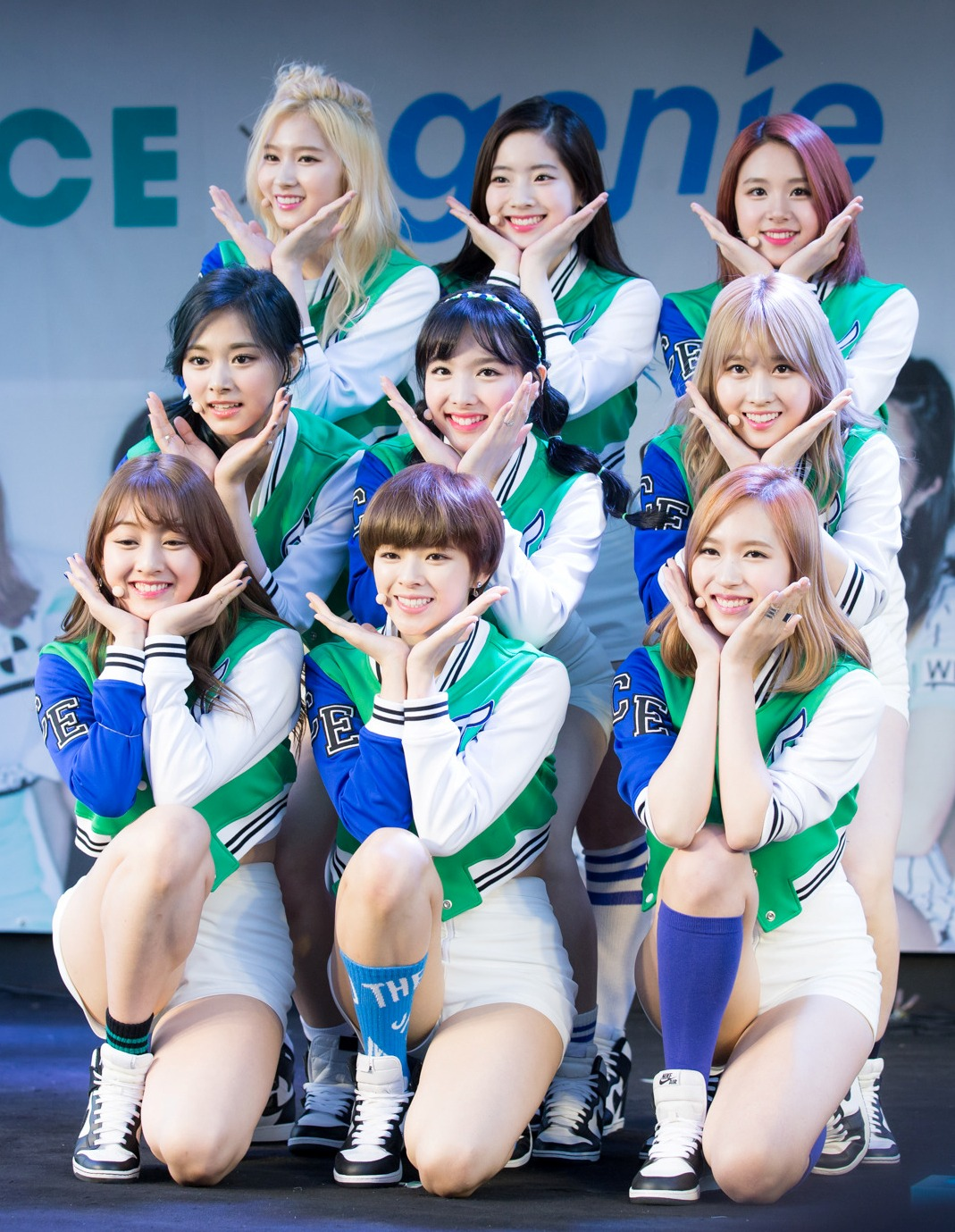
Twice biễu diễn "Cheer Up" vào tháng 5 năm 2016

## Sự đón nhận
Tamar Herman của tạp chí Billboard mô tả "Cheer Up" là nhạc phẩm mới lạ của nhóm nữ K-pop qua đó "củng cố phong cách độc đáo của Twice" thông qua sự pha trộn bất ngờ ở cả phần nhịp và thể loại. Cô cũng lưu ý rằng video âm nhạc của bài hát đã giúp thể hiện các màu sắc riêng biệt của các thành viên, đồng thời bài hát khoe ra giọng hát riêng của từng thành viên, "[từ bỏ] âm nhạc tập thể để thể hiện từng cá tính".
Các nhà báo của kênh Fuse Jason Lipshutz, Tina Xu và Jeff Benjamin đã thảo luận về ca khúc tại podcast K-pop-centric K-Stop, mô tả "Cheer Up" mang âm hưởng pop thập niên 1990 gợi nhớ về "...Baby One More Time" của Britney Spears. Họ ca ngợi giai điệu vui nhộn và bắt tai của đĩa đơn, phần rap break và chất lượng sản xuất "đáng kinh ngạc" của video âm nhạc nhưng lại chỉ trích giọng hát bị xử lý quá nhiều và về lời bài hát gây tranh khi cãi dường như khuyến khích phụ nữ trẻ "chơi trò chơi" (nghĩa là không quan tâm) với người yêu của họ. Họ kết luận rằng, trong khi nhóm có rất nhiều tiềm năng, họ sẽ cần phải "đánh bóng nó" để phát hành các sản phẩm tiếp theo trong tương lai.
Billboard và Dazed đã chọn "Cheer Up" trong những bài hát K-pop xuất sắc nhất trong danh sách 2016 của họ, và sau đó viết rằng "nếu người chết tăng lên vào năm 2016, có lẽ họ sẽ bị yêu cầu nhảy Cheer Up" trong khi lúc trước đã gọi đoạn điệp khúc là "bắt tai một cách tàn ác" và nói rằng, với đĩa đơn này, Twice "củng cố mình với vai trò là người dẫn đầu trong cuộc chơi giữa nhóm nhạc nữ".
Đoạn "shy shy shy" của bài hát đã trở thành một meme lan truyền và được nhiều người nổi tiếng bắt chước.
"Cheer Up" đã thành công về mặt thương mại vì nó xếp vị trí số 1 trên Gaon Digital Chart với doanh thu nhạc số tích lũy là 1.839.566 vào năm 2016. Đây cũng là bài hát được stream nhiều nhất của năm với 111.556.482 lượt stream. Nó đã gia nhập vào bảng xếp hạng Billboard World Digital Songs ở vị trí thứ 3.

## Phiên bản tiếng Nhật
Vào ngày 24 tháng 2 năm 2017, Twice chính thức công bố ngày ra mắt ở Nhật Bản được ấn định vào ngày 28 tháng 6. Họ đã phát hành một album tổng hợp có tiêu đề #Twice bao gồm 10 bài hát cả phiên bản tiếng Hàn và tiếng Nhật của "Cheer Up". Lời bài hát tiếng Nhật được viết bởi Yu Shimoji.

## Bảng xếp hạng
| Bảng xếp hạng (2016–17)            | Vị trí cao nhất |
| ---------------------------------- | --------------- |
| Nhật Bản (Japan Hot 100)           | 23              |
| Philippines (Philippine Hot 100)   | 57              |
| Hàn Quốc (Gaon)                    | 1               |
| Hàn Quốc (Kpop Hot 100)            | 53              |
| US World Digital Songs (Billboard) | 3               |

| BXH (2016)      | Thứ hạng |
| --------------- | -------- |
| Hàn Quốc (Gaon) | 1        |

| BXH (2017)               | Thứ hạng |
| ------------------------ | -------- |
| Nhật Bản (Japan Hot 100) | 71       |
| Hàn Quốc (Gaon)          | 91       |

## Giải thưởng
| Năm  | Giải thưởng                        | Hạng mục                                             | Kết quả   | Chú thích |
| 2016 | Melon Music Awards lần thứ 8       | Bài hát của năm                                      | Đoạt giải | [ 36 ]    |
| 2016 | Melon Music Awards lần thứ 8       | Màn biểu diễn dance xuất sắc nhất – Dành cho nữ      | Đề cử     | [ 36 ]    |
| 2016 | Mnet Asian Music Awards lần thứ 18 | Bài hát của năm                                      | Đoạt giải | [ 37 ]    |
| 2016 | Mnet Asian Music Awards lần thứ 18 | Màn biểu diễn dance xuất sắc nhất – Dành cho nhóm nữ | Đề cử     | [ 37 ]    |
| 2017 | Golden Disc Awards lần thứ 31      | Digital Daesang (Bài hát của năm)                    | Đoạt giải | [ 38 ]    |
| 2017 | Golden Disc Awards lần thứ 31      | Digital Bonsang                                      | Đoạt giải | [ 38 ]    |
| 2017 | Seoul Music Awards lần thứ 26      | Bản thu âm của năm trong bản phát hành số            | Đoạt giải | [ 39 ]    |
| 2017 | Gaon Chart Music Awards lần thứ 6  | Bài hát của năm – April                              | Đoạt giải | [ 40 ]    |
| 2017 | Korean Music Awards lần thứ 14     | Bài hát của năm                                      | Đề cử     | [ 41 ]    |
| 2017 | Korean Music Awards lần thứ 14     | Best Pop Song                                        | Đề cử     | [ 42 ]    |

### Giải thưởng chương trình âm nhạc
| Ca khúc    | Chương trình        | Ngày                |
| ---------- | ------------------- | ------------------- |
| "Cheer Up" | M! Countdown (Mnet) | 5 tháng 5 năm 2016  |
| "Cheer Up" | M! Countdown (Mnet) | 19 tháng 5 năm 2016 |
| "Cheer Up" | M! Countdown (Mnet) | 26 tháng 5 năm 2016 |
| "Cheer Up" | Music Bank (KBS)    | 6 tháng 5 năm 2016  |
| "Cheer Up" | Music Bank (KBS)    | 20 tháng 5 năm 2016 |
| "Cheer Up" | Music Bank (KBS)    | 27 tháng 5 năm 2016 |
| "Cheer Up" | Music Bank (KBS)    | 3 tháng 6 năm 2016  |
| "Cheer Up" | Music Bank (KBS)    | 10 tháng 6 năm 2016 |
| "Cheer Up" | Inkigayo (SBS)      | 8 tháng 5 năm 2016  |
| "Cheer Up" | Inkigayo (SBS)      | 22 tháng 5 năm 2016 |
| "Cheer Up" | Inkigayo (SBS)      | 29 tháng 5 năm 2016 |